# سوسک کرگدنی ژاپنی
سوسک کرگدنی ژاپنی (به ژاپنی: カブトムシ) (نام علمی: Allomyrina dichotoma) گونه‌ای سوسک کرگدنی است. این گونه سوسک در کشور کره، ژاپن، چین و تایوان زندگی می‌کند. سوسک کرگدنی ژاپنی به عنوان حیوان خانگی دارای محبوبیت زیادی است و در بسیاری از کشورهای آسیایی در فروشگاه‌های مخصوص عرضه می‌شود. کودکان ژاپنی به جمع‌آوری و تغذیه این حشرات علاقه‌مند هستند. این گونه سوسک‌ها همچنین در جنگ حشرات برای قماربازی استفاده می‌شوند.

## زیرگونه‌ها
- Allomyrina dichotoma dichotoma
- Allomyrina dichotoma inchachina
- Allomyrina dichotoma septentrionalis
- Allomyrina dichotoma takarai
- Allomyrina dichotoma tunobosonis